# Le Plessis-l'Échelle
Le Plessis-l'Échelle è un comune francese di 73 abitanti situato nel dipartimento del Loir-et-Cher nella regione del Centro-Valle della Loira.

## Società

### Evoluzione demografica
Abitanti censiti